# Noc mostů

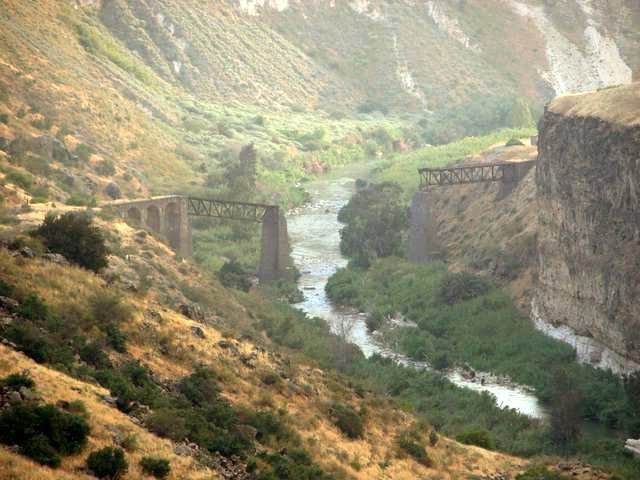
Zničený železniční most přes Jarmuk

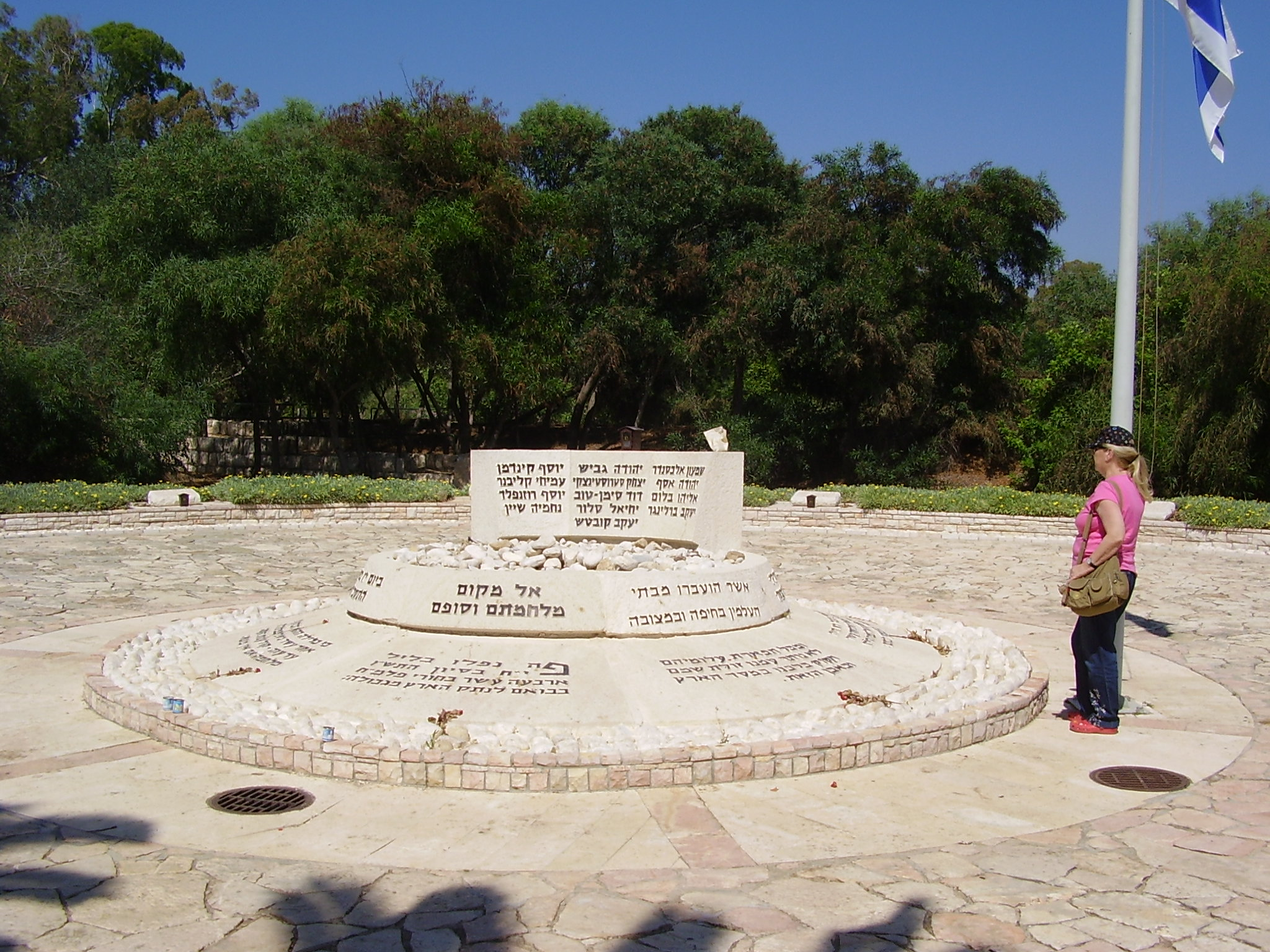
Památník padlým během Noci mostů u Achzivu

Noc mostů (hebrejsky: ליל הגשרים, Lejl ha-Gešrim, též nazýváno מבצע מרכולת, Mivca Markolet – Operace Markolet) byla vojenská akce provedená v mandátní Palestině na jaře 1946 židovskými jednotkami Palmach.
Operace měla za cíl zničit 11 silničních a železničních mostů, které spojovaly mandátní Palestinu s okolními zeměmi. Tím měly být podkopány zásobovací trasy britské armády, která se po roce 1945 dostávala do konfliktu s palestinskými Židy. Akce proběhla v noci z 16. na 17. června 1946. Jednotkám Palmach se podařilo poškodit 10 mostů. Pouze v jednom případě došlo k ozbrojené konfrontaci s Brity, a to na mostě přes vodní tok Nachal Kaziv nedaleko dnešního národního parku Achziv, severně od města Naharija. U Achzivu zemřelo 14 členů jednotek Palmach a most se zničit nepodařilo. Padl zde i Jechi'am Weitz, syn sionistického předáka Josefa Weitze.
Zničen byl například železniční most přes řeku Jarmuk nedaleko Chamat Gader, který spojoval Palestinu se Sýrií nebo most Bnot Ja'akov vedoucí z údolí řeky Jordán na Golanské výšiny. Komandům se podařilo poškodit i Allenbyho most u Jericha.
18. června 1946 akce židovského protibritského odboje pokračovaly útokem jednotek Lechi na železniční stanici v Haifě a únosem pěti britských důstojníků. Britské úřady pak 29. června 1946 provedly masivní razii, zatýkání a internaci špiček židovské komunity v Palestině známou jako Černá sobota.